# Tommy Lynn Sells
Tommy Lynn Sells (n. 28 iunie 1964, Kingsport⁠(d), Tennessee, SUA – d. 3 aprilie 2014, Texas, SUA) a fost un criminal în serie⁠(d) american. A fost condamnat la moarte într-un singur caz de crimă și a fost executat în 2014. Autoritățile suspectează că acesta a comis în total 22 de omoruri.

## Biografie
Tommy Lynn Sells s-a născut în Oakland, California pe 28 iunie 1964. Sells și sora sa geamănă, Tammy Jean, s-au îmbolnăvit de meningită când aveau 18 luni; Tammy a murit din cauza bolii. La scurt timp după, Sells a fost trimis să locuiască cu mătușa sa, Bonnie Walpole, în Holcomb, Missouri⁠(d). La vârsta de cinci ani, a revenit în grija mamei sale după ce aceasta a descoperit că mătușa sa vrea să-l adopte.
Sells susținea că a fost molestat de către un bărbat pe nume Willis Clark cu acordul mamei sale la vârsta de opt ani. Acest abuz l-a afectat foarte mult și retrăia acele experiențele de fiecare dată când comitea crime.
Ajuns pe străzi, Sells a călătorit prin Statele Unite între 1978 și 1999 fie prin intermediul autostopului, fie urcându-se în trenuri de marfă⁠(d). În acest interval, a comis diverse infracțiuni. A lucrat pentru scurt timp ca muncitor necalificat și frizer. Făcea abuz de alcool, droguri și a fost încarcerat de mai multe ori.

## Probleme psihice și primele infracțiuni
În 1990, Sells a furat un camion în Wyoming și a fost condamnat la 16 luni de închisoare. Aici a fost diagnosticat cu mai multe boli psihice: tulburare de personalitate cu trăsături antisociale, borderline și schizoide, tulburarea de personalitate dependenta⁠(d) (opioide, amfetamine și dependență de alcool), tulburare bipolară, tulburare depresivă majoră și psihoză.
Pe 13 mai 1992, Fabienne Witherspoon, o tânără de 19 ani din Charleston, Virginia de Vest, l-a observat din mașină pe Sells cerșind sub un pasaj subteran cu un carton pe care scria: „Lucrez pentru mâncare”. I s-a făcut milă de el și l-a dus acasă, rugându-l să aștepte afară. Ea a intrat în casă să-i aducă niște mâncare, iar când s-a întors la ușa, acesta era înăuntru. În următorul moment, Sells a luat un cuțit din bucătărie, a închis-o în baie și a încercat să o violeze.
Femeia a ripostat, lovindu-l în cap de mai multe ori cu o rață de ceramică, l-a dezarmat și l-a înjunghiat în rinichi și în ficat. Mai mult, a reușit să-i taie un testicul. Drept răzbunare, acesta a lovit-o în cap cu un scaun de pian. Sells a încercat să scape, însă din cauza rănilor suferite a ajuns la UTI și apoi în custodia poliției. Witherspoon a suferit la rândul său răni semnificative, inclusiv o rană deschisă în zona capului și o tăietură la mână, aceasta din urmă necesitând o intervenție chirurgicală. Arestat, acesta a pledat vinovat și a fost condamnat la cinci ani de închisoare.
Pe perioada încarcerării, Sells a fost diagnosticat tulburare bipolară și s-a căsătorit cu Nora Price. A fost eliberat în 1997 și s-a mutat în Tennessee împreună cu soția sa. La scurt timp după eliberare, a părăsit-o și și-a reluat călătoriile prin țară.

## Crime
Anchetatorii consideră că Sells a ucis cel puțin 22 de persoane. Rangerul⁠(d) texan John Allen declara că „am confirmat 22 [de victime]... Știu că sunt mai multe. Știu că sunt mult mai multe. Desigur, nu vom afla niciodată [numărul victimelor lui Sells]”. Sells a declarat că a comis prima sa crimă la vârsta de 15 ani, după ce a pătruns prin efracție într-un imobil. Acolo a surprins un bărbat matur care îi făcea sex oral unui băiat și l-a ucis într-un acces de furie.
În iulie 1985, Sells, în vârstă de 21 de ani, lucra la un carnaval din Forsyth, Missouri⁠(d). Acolo a întâlnit-o pe Ena Cordt, în vârstă de 28 de ani (15 noiembrie 1956 – 27 iulie 1985), și pe fiul ei - Rory - în vârstă de 4 ani (3 august 1980 – 27 iulie 1985). Cordt l-a invitat pe Sells în casa sa în acea seară. Conform lui Sells, cei doi au întreținut relații sexuale și apoi a adormit. Când s-a trezit, a descoperit că tânăra fura lucruri din rucsacul său. A bătut-o până la moarte cu bâta de baseball a fiului ei, iar apoi l-a ucis pe acesta, deoarece reprezenta un posibil martor. Cadavrele celor doi au fost găsite trei zile mai târziu, după ce Sells părăsise deja orașul.
Sells este suspectat și în următoarele cazuri de crimă:
- Mai 1987 - uciderea lui Suzanne Korcz (2 februarie 1960 – dispărută și declarată moartă în mai 1987) la New York.[16]
- 17 noiembrie 1987 - uciderea celor patru membri ai familiei Dardeen⁠(d) din Illinois.[17] Nu au existat suspecți, însă după condamnarea sa la moarte, Sells a declarat că el este vinovatul.[18]
- 1989 - uciderea unui coleg de muncă în Texas.
- 13 octombrie 1997 - uciderea lui Joel Kirkpatrick, în vârstă de 10 ani, în Lawrenceville, Illinois⁠(d).[19]
- 15 octombrie 1997 - uciderea lui Stephanie Mahaney (20 iunie 1984 – 18 octombrie 1997) lângă Springfield, Missouri.[20]
- 18 aprilie 1999 - uciderea Mary Beatrice Perez, în vârstă de 9 ani (7 aprilie 1990 – 18 aprilie 1999) în San Antonio, Texas, crima pentru care Sells a fost condamnat la moarte.[21][22]
- 23 mai 1999 - agresiune sexuală și omor în cazul lui Haley McHone (14 august 1985 – 23 mai 1999) în Lexington, Kentucky.[23]
- 31 decembrie 1999 - agresiune sexuală și omor în cazul lui Kaylene Jo „Katy” Harris (27 septembrie 1986 – 31 decembrie 1999).[24]

În noiembrie 2015, Melissa DeBoer (născută Tate) a contactat poliția după ce a vizionat un episod din Crime Watch Daily⁠(d) în care era prezentat cazul lui Sells. În 1982, mama lui DeBoer, JoAnne Tate, a fost ucisă în casa sa din St. Louis, iar ea - la vârsta de doar 7 ani - l-a identificat pe Rodney Lincoln drept ucigașul. Totuși, DeBoer era convinsă că Sells, nu Lincoln, i-a ucis mama în 1982. În 2018, guvernatorul Missouri Eric Greitens a comutat pedeapsa lui Lincoln și acesta a fost eliberat din închisoare.

## Arestarea
La 31 decembrie 1999, în subdiviziunea Guajia Bay, la vest de Del Rio, Texas⁠(d), Sells a agresat-o sexual, iar apoi a ucis-o pe Kaylene „Katy” Harris în vârstă de 13 ani. După ce a ucis-o, i-a tăiat gâtul prietenei sale, Krystal Surles, în vârstă de 10 ani. Acesta a supraviețuit și fugit până la casa vecinilor săi cu traheea secționată. Sells a fost reținut în baza unui portret-robot⁠(d) realizat conform descrierii făcute de victimă. De-a lungul timpului, poliția a ajuns să suspecteze că mărturisește crime pe care nu le-a comis.
Procurorul districtului⁠(d) din Jefferson County, Illinois a refuzat să-l pună sub acuzare pentru uciderea familiei Dardeen în 1987, deoarece, în timp ce mărturia sa era în concordanță cu informațiile raportate în mass-media, existau inexactități în raport cu detaliile cunoscute doar de investigatori. Mai mult, acesta a oferit trei versiuni diferite ale modului în care a întâlnit familia. Anchetatorii au vrut să-l ducă pe Sells în sudul statului Illinois la locul crimei pentru reconstituire, dar autoritățile din Texas au refuzat din cauza legii care interzice deținuților condamnați la moarte să părăsească statul.
Sells a fost mutat pe culoarul morții⁠(d) în Allan B. Polunsky Unit⁠(d) de lângă Livingston, Texas⁠(d). Departamentul de Justiție Penală din Texas⁠(d) l-a primit pe 8 noiembrie 2000.
În 2004, Sells a mărturisit că, pe 13 octombrie 1997, a pătruns într-o locuință, a luat un cuțit din bucătărie, a înjunghiat mortal un băiat și s-a luptat cu o femeie. Aceste detalii au coroborat relatarea lui Julie Rea Harper, care a fost inițial condamnată pentru uciderea fiului ei și apoi achitată în 2006.

## Execuția
La 3 ianuarie 2014, un judecător din Del Rio a programat execuția lui Sells pe data de 3 aprilie 2014. Sells a fost executat în Penitenciarul de Stat din Texas la Huntsville⁠(d). Când a fost întrebat dacă și-ar dori să facă o declarație finală, Sells a răspuns: „Nu”. În timp ce i se administra o doză letală de pentobarbital, a tras câteva respirații adânci, a închis ochii și a început să sforăie. După mai puțin de un minut, a încetat să mai miște. Treisprezece minute mai târziu, la 18:27 (CDT⁠(d)), a fost declarat mort. Krystal Surles și membrii familiilor Harris și Perez au participat la execuție. 

## În mass-media
Cu opt ani înainte de execuție, Sells a fost unul dintre deținuții intervievați în episodul doi - „Cold-Blooded Killers” - al primului sezon al documentarului Most Evil⁠(d). Interviul a fost realizat de medicul psihiatru Dr. Michael Stone. În cadrul discuției, Sells a susținut că a ucis peste 70 de persoane. ABC News⁠(d) a difuzat un mini-documentar de 10 minute intitulat „Tommy Lynn Sells – The Mind of a Psychopath”. În 2021, emisiunea A&E Networks Survived A Serial Killer a realizat un episod despre povestea Fabienne Witherspoon.